# Système de départage
Lors d'une compétition sportive, il est souvent nécessaire de désigner un vainqueur parmi plusieurs joueurs (ou plusieurs équipes) ex æquo (à égalité de points). On fait appel à des matchs de barrage, des matchs d'appui, des prolongations, un jeu décisif (au tennis) ou à un système de départage.
Parmi les systèmes auxquels on peut recourir, il y a le nombre de victoires (lorsque des matchs nuls sont possibles), les points des matchs particuliers (entre les joueurs ou équipes à départager), le système Buchholz (ou Buchholz médian), le système Sonneborn-Berger, le système Koya... Dans certains cas, un tirage au sort peut être effectué.
Au football et dans d'autres sports, la différence de buts ou la moyenne de buts, mais aussi la règle des buts marqués à l'extérieur, sont utilisés pour classer ou départager les équipes. Dans un tournoi de jeu d'échecs, on utilise parfois la performance Elo ou le nombre de victoires réalisées avec les pièces noires pour départager les joueurs.
En général, plusieurs systèmes sont prévus par l'organisateur d'un tournoi car, après l'application d'un système, il reste souvent des ex æquo.

## Systèmes utilisant la SPA (« somme des points des adversaires »)
Ces systèmes concernent les tournois qui admettent plus d'adversaires possibles que de rondes, les tournois organisés en système suisse par exemple. Les participants ne rencontrent pas les mêmes adversaires.

### Système Solkoff
On additionne les résultats (marques) de tous les adversaires rencontrés.
Le résultat obtenu, appelé la « SPA » : somme des points des adversaires (en anglais : SOS : Sum of Opponents Scores), mesure la difficulté de parcours de chacun des joueurs. Un joueur qui a affronté des joueurs mieux classés à la fin du tournoi, a une SPA plus élevée qu'un joueur qui a affronté des joueurs moins bien classés.
Lors d'une partie non disputée (par forfait ou exemption du joueur pendant une ronde), on ajuste le « Solkoff » en accordant 0,5 point par partie non disputée dans le score de chaque joueur.

### Système Buchholz
On multiplie le score du joueur par la somme des points de tous les joueurs rencontrés (SPA).
Lorsque ce système est utilisé pour départager des joueurs ayant le même score, on ne multiplie pas et le système Buchholz se confond avec le système Solkoff.

### Système Harkness ou Solkoff médian (ou Buchholz médian)
Dans le calcul des systèmes médians (ou Harkness − 1), on additionne les résultats de tous les adversaires rencontrés en enlevant le meilleur et le plus faible résultat.
Si le tournoi a entre neuf et douze rondes, on enlève les deux meilleurs adversaires et les deux moins bien classés (système Harkness − 2). Au delà de 12 rondes, on enlève les trois premiers et les trois derniers (système Harkness − 3).

### Système brésilien ou Solkoff tronqué (ou Cutoff)
On additionne les résultats des adversaires rencontrés moins celui qui a le moins bon résultat. S'il y a plus de huit rondes, on enlève les marques des deux ou trois adversaires (selon le nombre de rondes) les moins performants.
Une variante consiste à enlever le résultat de la première ou des deux premières rondes.

## Système Koya et système Koya étendu
Dans un tournoi toutes rondes, le système Koya additionne les points (et demi-points) obtenus par un joueur contre les adversaires rencontrés qui ont marqué au moins 50 % des points.
Dans le système Koya étendu, on additionne les résultats des adversaires rencontrés qui ont marqué plus d'un certain pourcentage des points possibles.
Dans les sports ou les jeux où les matchs nuls n'existent pas (comme le jeu de go), le système Koya revient à compter le nombre de victoires sur les joueurs ayant marqué au moins 50 % des points.

## Système Sonneborn-Berger (ou Neustadt)
Le système Sonneborn-Berger (appelé aussi système Neustadt) additionne les résultats des adversaires qu'un joueur a battus plus la moitié des points de ceux avec lesquels il a fait match nul. Les défaites sont ignorées.
Ce système est appliqué aux tournois toutes rondes. Il favorise les joueurs qui gagnent contre les meilleurs joueurs et perdent contre les moins bien classés.
Bien que réservé aux tournois toutes rondes, le système Neustadt (Sonneborn-Berger) est aussi utilisé pour des tournois organisés en système suisse.
Dans les sports ou les jeux où les matchs nuls n'existent pas (comme le jeu de go), le système Sonneborn-Berger revient à additionner les marques des adversaires battus.

### Système Sonneborn-Berger median
Si le système Sonneborn-Berger median est utilisé dans un tournoi qui n'est pas toutes rondes, on retire du Sonneborn-Berger le score de l'adversaire rencontré le mieux classé et celui de l'adversaire rencontré le moins bien classé.

### Système Coons
On additionne les résultats des adversaires qu'un joueur a battus, plus la moitié des points de ceux avec lesquels il a fait match nul et un cinquième (20 %) de ceux contre lesquels il a perdu.

## Systèmes fondés sur le parcours
Les systèmes précédents étaient basés sur les résultats des adversaires rencontrés.

### Système Baumbach (nombre de victoires)
Dans les sports ou les jeux où les matchs nuls sont possibles, on ne tient compte que du nombre de parties gagnées pour départager les joueurs. Les matchs nuls sont ignorés.
Ce système est employé notamment pour le championnat du monde d'échecs par correspondance.

### Système cumulatif ou système des scores progressifs
On effectue le total des scores intermédiaires, obtenus ronde après ronde. Ce système pénalise les joueurs qui commencent doucement un tournoi et affrontent des adversaires plus faibles lors d'un système suisse, tandis que les joueurs qui mènent le tournoi et affrontent des adversaires plus forts, sont avantagés.
Ce système est utilisé par l'open de l'île de Man (International Isle of Man) Chess.com.

### Système Kashdan
On attribue quatre points par victoire, deux points par match nul et un point par défaite. Ce système permet de sanctionner les forfaits, puisqu'il faut jouer pour obtenir au moins un point, et est équivalent à : 3 points pour une victoire, 1 point pour une partie nulle et 0 pour une défaite. Ce système pénalise les joueurs qui font beaucoup de matchs nuls, trois matchs nuls valant deux défaites et une seule victoire.

## Autres systèmes utilisés aux échecs

### Nombre de victoires avec les pièces noires
Aux échecs, le joueur qui a remporté le plus de parties avec les pièces noires est classé en premier. Ce système favorise les joueurs qui prennent des risques lorsqu'ils jouent avec les pièces noires et ne jouent pas pour la nulle.

### Départage à la performance Elo
Pour chaque joueur à départager, on calcule la « performance Elo » : on détermine d'abord la moyenne Rc des classements Elo des adversaires rencontrés. Une table de la Fédération internationale donne une prime en fonction du pourcentage  « score réalisé / nombre de parties jouées » qui est ajoutée à la moyenne Rc des Elo des adversaires.

### Moyenne des classements Elo des adversaires
Lorsque tous les joueurs d'un tournoi ont un classement Elo, on calcule la moyenne des Elo des adversaires rencontrés (en enlevant éventuellement les joueurs non classés et les mieux classés).

### Départage suivant les performances passées
Les joueurs sont départagés suivant leurs résultats des années précédentes ou suivant leur classement Elo.